# Zulma Bouffar
Zulma Madeleine Boufflar (Nérac, 24 maggio 1841 – Couilly-Pont-aux-Dames, 20 gennaio 1909) è stata un'attrice e cantante francese.
Fu associata all'opera buffa di Parigi nella seconda metà del XIX secolo che godette di una carriera di successo in tutta Europa.

## Biografia
Figlia di un attore, Élie Agel Bouffar, e di Victoire Marchand, all'età di sei anni Zelma Bouffar apparve ne La fille bien gardée a Marsiglia, seguita da esibizioni di successo a Lione. Suo padre girò poi con lei per l'Europa occidentale e la Scandinavia. Dopo la morte del padre nel 1854, Zulma continuò a viaggiare, portando nel suo repertorio alcune delle canzoni contemporanee di Offenbach, che la sentì cantare ad Amburgo nel 1864. Lo stesso anno Bouffar apparve a Bad Ems in Lischen et Fritzchen di Offenbach, e ripeté il suo successo a Parigi.
Da quel momento e per circa 12 anni Bouffar fu probabilmente l'amante di Offenbach, nella sua relazione extraconiugale più lunga. Recitò Nani in Les géorgiennes, Éros, L'Intendente e Jeannet in Les bergers, Gabrielle in La vie parisienne, Drogan in Geneviève de Brabant, Toto in Le château à Toto, Fragoletto in Les Brigands, Robin Luron ne Le Roi Carotte, Ginetta ne Les braconniers, Moschetta ne Il signor Fagotto e il principe Caprice in Le voyage dans la lune, in una serie di ruoli maschili e femminili.
Nel 1873 la stampa parigina riportò che Bouffar sarebbe stata considerata per il ruolo da protagonista nella nuova opera di Bizet Carmen. Anche se il compositore confutò la storia, la cantante assistette alla prima dell'opera nel 1875.
Dal 1891 al 1893 Bouffar divenne la direttrice del Théâtre de l'Ambigu-Comique. Nell'ultima parte della sua carriera teatrale, Bouffar apparve in operette di Lecocq e Strauss, cantando in vari Paesi d'Europa. Annunciò il suo ritiro dalle scene nel 1902.